# Чихачёвская волость
Чихачёвская волость — упразднённые административно-территориальная единица 3-го уровня и муниципальное образование со статусом сельского поселения в Бежаницком районе Псковской области России.
Административный центр — деревня Чихачёво.

## География
Территория волости граничила на юге с муниципальными образованиями сельское поселение Ашевское (ранее — бывшими Ново-Кузнецовской и Ашевской волостями) и сельское поселение Добрывичская волость, на востоке — с муниципальным образованием сельское поселение Полистовское (ранее — бывшими сельским поселением Цевельская волость и городским поселением Красный Луч), на западе и севере — с Дедовичским районом.

## Население
| 2002 | 2010  | 2012  | 2013  | 2014 | 2015 |
| ---- | ----- | ----- | ----- | ---- | ---- |
| 1548 | ↘1093 | ↘1056 | ↘1005 | ↘962 | ↘934 |

## Населённые пункты
В состав Чихачёвской волости входил 41 населённый пункт: 1 село — Чихачёво — и 40 деревень: Амшанка, Бельково, Бережок, Большие Разлоги, Большой Камешек, Гомалино, Городище, Гривы, Друсино, Дубки, Дубовая, Дубье, Дудино, Жучково, Загорье, Каравай, Климово, Комарниково, Левашово, Лобовино, Малые Разлоги, Мирошкино, Монастырево, Находкино, Низок, Никольское, Новосельские Березки, Нюшино, Осов, Плотовец, Половиково, Попково, Пригон, Псковки, Смолино, Спиридонково, Стрелицы, Сырково, Сысоево, Тетерки.

## История
Постановлением Псковского областного Собрания депутатов от 26 января 1995 года все сельсоветы в Псковской области были переименованы в волости, в том числе Чихачёвский сельсовет был превращён в Чихачёвскую волость.
Законом Псковской области от 28 февраля 2005 года в границах волости было также создано муниципальное образование Чихачёвская волость со статусом сельского поселения с 1 января 2006 года в составе муниципального образования Бежаницкий район со статусом муниципального района.
Законом Псковской области от 30 марта 2015 года Чихачёвская волость была упразднена, а её территория 11 апреля 2015 года с соседними сельскими поселениями (Ашевское и Добрывичская волость) была объединена в новое сельское поселение Чихачёвское.